# Trinity (superordinador)
Trinity (o ATS-1) és un superordinador dels Estats Units construït per la National Nuclear Security Administration (NNSA) per al Advanced Simulation and Computing Program (ASC). L'objectiu del programa ASC és simular, provar i mantenir l'estoc nuclear dels Estats Units.

## Història
- Desembre de 2013, el National Energy Research Scientific Computing Center (NERSC) i l'Alliance for Computing at Extreme Scale (ACES) publiquen una RFP conjunta amb requisits tècnics per a Trinity.[2]
- El juliol de 2014, Cray anuncia que se'ls va adjudicar el contracte de 174 milions de dòlars per part de l'Administració Nacional de Seguretat Nuclear per proporcionar un superordinador de nova generació al Laboratori Nacional de Los Alamos.
- Juny de 2015, comença la instal·lació de Haswell Partition.
- El novembre de 2015, Trinity apareix a la llista Supercomputing Top500 al número 6.
- Juny de 2016, comença la instal·lació de Knights Landing Partition.
- El novembre de 2016, Trinity cau al número 10 de la llista Top500.
- Juliol de 2017, les particions Haswell i KNL es fusionen.
- El novembre de 2018, Trinity recupera el sisè lloc de la llista Top500.
- Desembre de 2020, Trinity cau al número 13 de la llista Top500.

## Especificacions tècniques de Trinity
| Especificacions tècniques d'alt nivell de Trinity | [ 3 ]              |
| ------------------------------------------------- | ------------------ |
| Vida operativa                                    | 2015 a 2020        |
| Arquitectura                                      | Cray XC40          |
| Capacitat de memòria                              | 2,07 PiB           |
| Rendiment màxim                                   | 41,5 PF/s          |
| Nombre de nodes de càlcul                         | 19.420             |
| Capacitat del sistema de fitxers paral·lel        | 78 PB (69 PiB)     |
| Capacitat del buffer d'explosió                   | 3,7 PB             |
| Petjada                                           | 4606 peus quadrats |
| requeriment de potència                           | 8,6 MW             |

## Nivell de càlcul

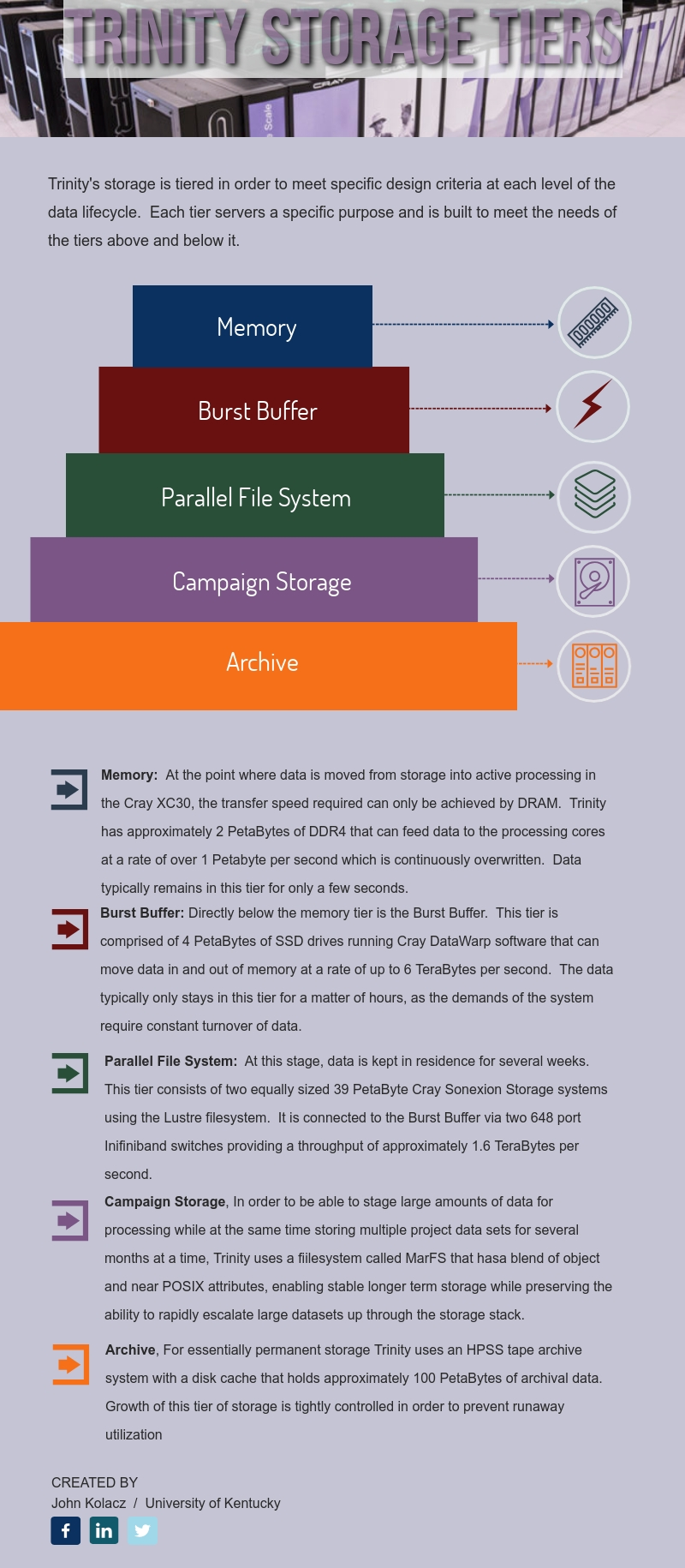
Infografia sobre el sistema d'emmagatzematge de fitxers de Trinity. Feu clic per ampliar.

Trinity es va construir en 2 etapes. La primera etapa va incorporar el processador Intel Xeon Haswell, mentre que la segona etapa va afegir un augment significatiu del rendiment mitjançant el processador Intel Xeon Phi Knights Landing. Hi ha 301.952 processadors Haswell i 678.912 Knights Landing al sistema combinat, amb un rendiment màxim total de més de 40 PF/s (petaflops)

## Nivells d'emmagatzematge
Hi ha 5 nivells d'emmagatzematge principal; Memòria, memòria intermèdia de ràfega, sistema de fitxers paral·lel, emmagatzematge de campanyes i arxiu.
2 PiB de DDR4 DRAM proporcionen memòria física per a la màquina. Cada processador també té DRAM integrada a la fitxa, proporcionant capacitat de memòria addicional. Les dades d'aquest nivell són altament transitòries i normalment es troben en residència durant només uns segons, i se sobreescriuen contínuament.